# Saropogon nitidus
Saropogon nitidus är en tvåvingeart som beskrevs av Wilcox 1966. Saropogon nitidus ingår i släktet Saropogon och familjen rovflugor. Inga underarter finns listade i Catalogue of Life.